# Common Sense Media
Common Sense Media é uma organização sem fins lucrativos de San Francisco, Califórnia, Estados Unidos, que oferece educação para famílias menos privilegiadas a fim de promover o acesso à democratização da cultura de forma segura.
Fundada por Jim Steyer em 2003, Common Sense Media faz comentários acerca de filmes, programas de televisão, jogos de videogame, livros, músicas e aplicativos e, em seguida, os analisa em termos de conteúdo apropriado para cada idade para que os pais possam escolher o conteúdo a ser visto pelo filho.